# دیکیریلاگولا
دیکیریلاگولا (به لاتین: Dikirillagolla) یک منطقهٔ مسکونی در سری‌لانکا است که در استان مرکزی (سری‌لانکا) واقع شده‌است.